# Imbir japoński
Imbir japoński, imbir mioga (Zingiber mioga (Thunb.) Roscoe) – gatunek rośliny należący do rodziny imbirowatych. Pochodzi z Japonii, jest uprawiany w wielu krajach świata.

## Morfologia
PokrójMająca ok. 1 m wysokości bylina przypominająca imbir lekarski.
LiścieSzerokolancetowate, pochwą obejmujące łodygę.
KwiatyZebrane w jajowaty kłos na szczycie łodygi. Są białe z żółtą wargą.
KłączeBiaławe kłącza mające bardzo ostry palący smak i silny, nieco kamforowy aromat.

## Zastosowanie
Kłącze, rozłogi i owoce są używane jako przyprawy.

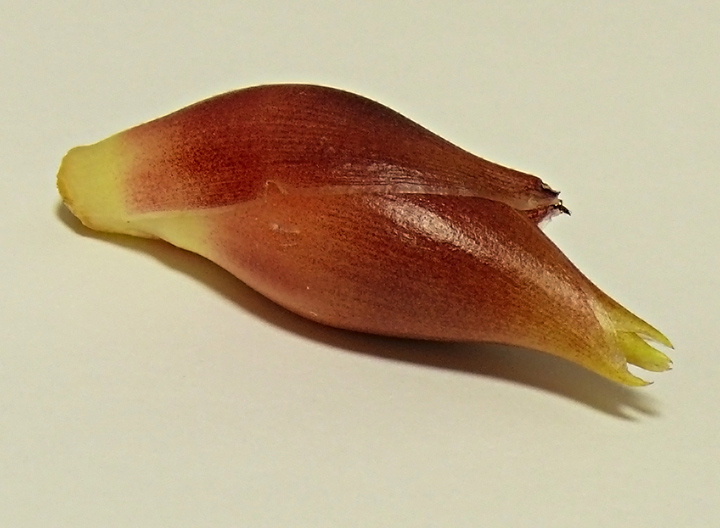